# Blake Rock
La Blake Rock (in lingua inglese: Roccia di Blake) è una formazione rocciosa isolata situata 9 km a sud dell'estremità meridionale della Mackin Table, nel Patuxent Range dei Monti Pensacola, in Antartide. 
La formazione rocciosa è stata mappata dall'United States Geological Survey (USGS) sulla base di rilevazioni e foto aeree scattate dalla U.S. Navy nel periodo 1956-66.
La denominazione è stata assegnata dall'Advisory Committee on Antarctic Names (US-ACAN), in onore di Joseph A. Blake, Jr., elettricista presso la Base Amundsen-Scott durante l'inverno 1960.